# Втрати 24-ї окремої бригади спеціального призначення (РФ)
У статті наведено подробиці втрат 24-ї бригади спеціального призначення Збройних сил РФ у різних військових конфліктах.

## Поіменні списки

### Перша Чеченська війна
| п/п | Прізвище, ім'я, по батькові                                               | Звання           | Посада                    | Дата народження | Дата смерті | Місце смерті |
| --- | ------------------------------------------------------------------------- | ---------------- | ------------------------- | --------------- | ----------- | ------------ |
| 1.  | Загороднєв Олександр Миколайович (рос. Загороднев Александр Николаевич)   | прапорщик        | заступник командира групи | 11.06.1968      | 01.01.1995  |              |
| 2.  | Мелентьєв Георгій Петрович (рос. Мелентьев Георгий Петрович)              | сержант          |                           | 11.10.1954      | 10.02.1995  |              |
| 3.  | Шишмарьов Олександр Олександрович (рос. Шишмарев Александр Александрович) | молодший сержант |                           | 21.07.1975      | 10.02.1995  |              |

### Друга Чеченська війна
| п/п | Прізвище, ім'я, по батькові                                      | Звання           | Посада                          | Дата народження | Дата смерті | Місце смерті |
| --- | ---------------------------------------------------------------- | ---------------- | ------------------------------- | --------------- | ----------- | ------------ |
| 1.  | Дзгоєв Михайло Юрійович (рос. Дзгоев Михаил Юрьевич)             | молодший сержант |                                 | 01.05.1981      | 27.09.2000  |              |
| 2.  | Аліпін Сергій Юрійович (рос. Алипин Сергей Юрьевич)              | капітан          |                                 | 27.12.1970      | 27.09.2000  |              |
| 3.  | Бутт Сергій Сергійович (рос. Бутт Сергей Сергеевич)              | лейтенант        |                                 | 28.06.1978      | 27.09.2000  |              |
| 4.  | Петров Олександр Миколайович (рос. Петров Александр Николаевич)  | сержант          |                                 | 17.01.1981      | 27.09.2000  |              |
| 5.  | Ніконов Андрій Сергійович (рос. Никонов Андрей Сергеевич)        | молодший сержант |                                 | 24.09.1979      | 27.09.2000  |              |
| 6.  | Горохов Дмитро Володимирович (рос. Горохов Дмитрий Владимирович) | рядовий          |                                 | 27.02.1983      | 28.06.2002  |              |
| 7.  | Порунов Олексій Анатолійович (рос. Порунов Алексей Анатольевич)  | лейтенант        | командир розвідувального взводу | 31.01.1979      | 12.07.2002  |              |

### Російсько-українська війна
| п/п | Прізвище, ім'я, по батькові                                              | Звання             | Посада                                             | Дата народження | Дата смерті   | Місце смерті |
| --- | ------------------------------------------------------------------------ | ------------------ | -------------------------------------------------- | --------------- | ------------- | ------------ |
| 1.  | Савельєв Олександр Іванович (рос. Савельев Александр Иванович)           | рядовий            |                                                    | 29.08.1999      | 06.03.2022    |              |
| 2.  | Самков Владислав Миколайович (рос. Самков Владислав Николаевич)          | єфрейтор           |                                                    | 20.11.1998      | 06.03.2022    | Маріуполь    |
| 3.  | Гончар Андрій В'ячеславович (рос. Гончар Андрей Вячеславович)            |                    |                                                    | 09.04.1992      | 16.03.2022    |              |
| 4.  | Цвєтков Віктор (рос. Цветков Виктор)                                     | рядовий            |                                                    |                 | 29.03.2022    |              |
| 5.  | Рехтін Олександр Костянтинович (рос. Рехтин Александр Константинович)    | старший сержант    |                                                    | 28.08.1990      | 25.04.2022    |              |
| 6.  | Ооржак Ангир Ахмедович (рос. Ооржак Ангыр Ахмедович)                     |                    |                                                    | 19.02.1999      | 29.04.2022    |              |
| 7.  | Дикий Данило Володимирович (рос. Дикий Данил Владимирович)               | рядовий            |                                                    | 20.02.1997      | 30.04.2022    | Ямпіль       |
| 8.  | Жовнір Олександр Віталійович (рос. Жовнер Александр Витальевич)          | сержант            | командир відділення                                | 15.07.1996      | 01.05.2022    |              |
| 9.  | Пак Дмитро Інокентійович (рос. Пак Дмитрий Иннокентьевич)                | капітан            |                                                    | 1986            | 06.05.1986    |              |
| 10. | Гонеман Іван Якович (рос. Гонеман Иван Яковлевич)                        | майор              | замполіт батальйону                                | 07.02.1988      | 06.05.2022    |              |
| 11. | Солак Василь Петрович (рос. Солак Василий Петрович)                      | лейтенант          |                                                    |                 | 08.05.2022    |              |
| 12. | Балаганський Олег Халітович (рос. Балаганский Олег Халитович)            | рядовий            | розвідник                                          | 17.05.2000      | 12.05.2022    |              |
| 13. | Дітріх Іван Олександрович (рос. Дитрих Иван Александрович)               | молодший сержант   | сапер                                              | 14.08.1988      | 20.06.2022    |              |
| 14. | Гуков Олег Андрійович (рос. Гуков Олег Андреевич)                        | єфрейтор           | командир відділення                                | 21.09.2000      | до 02.07.2022 |              |
| 15. | Усманов Руслан Ільгізович (рос. Усманов Руслан Ильгизович)               | старший лейтенант  |                                                    | 24.07.1997      | 03.07.2022    |              |
| 16. | Сіксай Олексій Геннадійович (рос. Сиксай Алексей Геннадьевич)            | рядовий            |                                                    | 11.02.1999      | 14.07.2022    |              |
| 17. | Панов Федір Ігорович (рос. Панов Фёдор Игоревич)                         | капітан            |                                                    | 14.03.1992      | 21.07.2022    |              |
| 18. | Жижемський Роман Ігорович (рос. Жижемский Роман Игоревич)                |                    |                                                    | 17.07.1994      | 11.08.2022    |              |
| 19. | Медведєв Олександр Олександрович (рос. Медведев Александр Александрович) | молодший сержант   |                                                    |                 | 13.08.2022    |              |
| 20. | Кузнєцов Андрій Сергійович (рос. Кузнецов Андрей Сергеевич)              | майор              | заступник командира загону                         | 29.12.1980      | 13.08.2022    |              |
| 21. | Чернов Дмитро (рос. Чернов Дмитрий)                                      | сержант            |                                                    | 11.07.1993      | до 13.08.2022 |              |
| 22. | Кевіш В'ячеслав Едуардович (рос. Кевиш Вячеслав Эдуардович)              | капітан            |                                                    |                 | 16.09.2022    |              |
| 23. | Дідоренко Сергій Дмитрович (рос. Дидоренко Сергей Дмитриевич)            | лейтенант          |                                                    | 07.12.1999      | 19-20.09.2022 |              |
| 24. | Лівадний Сергій Іванович (рос. Ливадный Сергей Иванович)                 |                    |                                                    | 28.08.1994      | 23.10.2022    |              |
| 25. | Михайлов Артем Володимирович (рос. Михайлов Артём Владимирович)          |                    |                                                    |                 | до 10.11.2022 |              |
| 26. | Бежин Максим Іванович (рос. Бежин Максим Иванович)                       | сержант            | командир відділення                                | 13.01.1988      | 29.11.2022    |              |
| 27. | Кондратенко Микола Андрійович (рос. Кондратенко Николай Андреевич)       | прапорщик          | заступник командира групи спеціального призначення | 28.03.1989      | 31.03.2023    |              |
| 28. | Довженко Ігор Валерійович (рос. Довженко Игорь Валерьевич)               | сержант            |                                                    | 22.06.1989      | 19.07.2023    |              |
| 29. | Петров Сергій Іванович (рос. Петров Сергей Иванович)                     | рядовий            |                                                    | 05.02.2000      | 14.10.2023    |              |
| 30. | Маурер Едуард Сергійович (рос. Маурер Эдуард Сергеевич)                  | молодший лейтенант |                                                    | 25.07.1990      | 05.05.2024    |              |